# خراسان‌محله
خراسان محله، روستایی است از توابع بخش مرکزی شهرستان بابل در استان مازندران ایران. این روستا در دروه قبل انقلاب ساسی کلوم بوده است این روستا سر بلوک ۸۸ روستای اطراف خود استواین روستا در دست اربابی بود است،این منطقه قسمتی از بخش مرکزی آمل بوده است
ارتباط مستقیم با تاریخ مرعشیان در قرن ۸ هجری و سلسله جنگ های آنان با قدرت های محلی در جنگ اول ساسی کلوم
دومین مورد
سلسله جنگ ها اختلاف و در گیری های تاریخ در قرن ۱۰هجری قمری سادات مرعشی با خوانین محلی و
```
سومین مورد شورش مردم ساسی کلوم در دوران قاجار
```

این منطقه تاریخی همان پازل گم شده و مهجور تاریخ تبرستان به خصوص آمل مرعشی و پادوسپانی کجوری می باشد،از بزرگان زیادی در طول تاریخ از این منطقه برخواستند که خانباباخان ساسی کلومی مجاهد جنگل و مشروطه خواه،ملا نصیرایی،محمدجان نوشیروانی ساسی،می شود نام برد

## جمعیت
این روستا در دهستان اسبوکلا قرار دارد و براساس سرشماری مرکز آمار ایران در سال ۱۳۸۵، جمعیت آن ۱۶۱۸ نفر (۴۱۱خانوار) بوده‌است.